# Alain Terzian

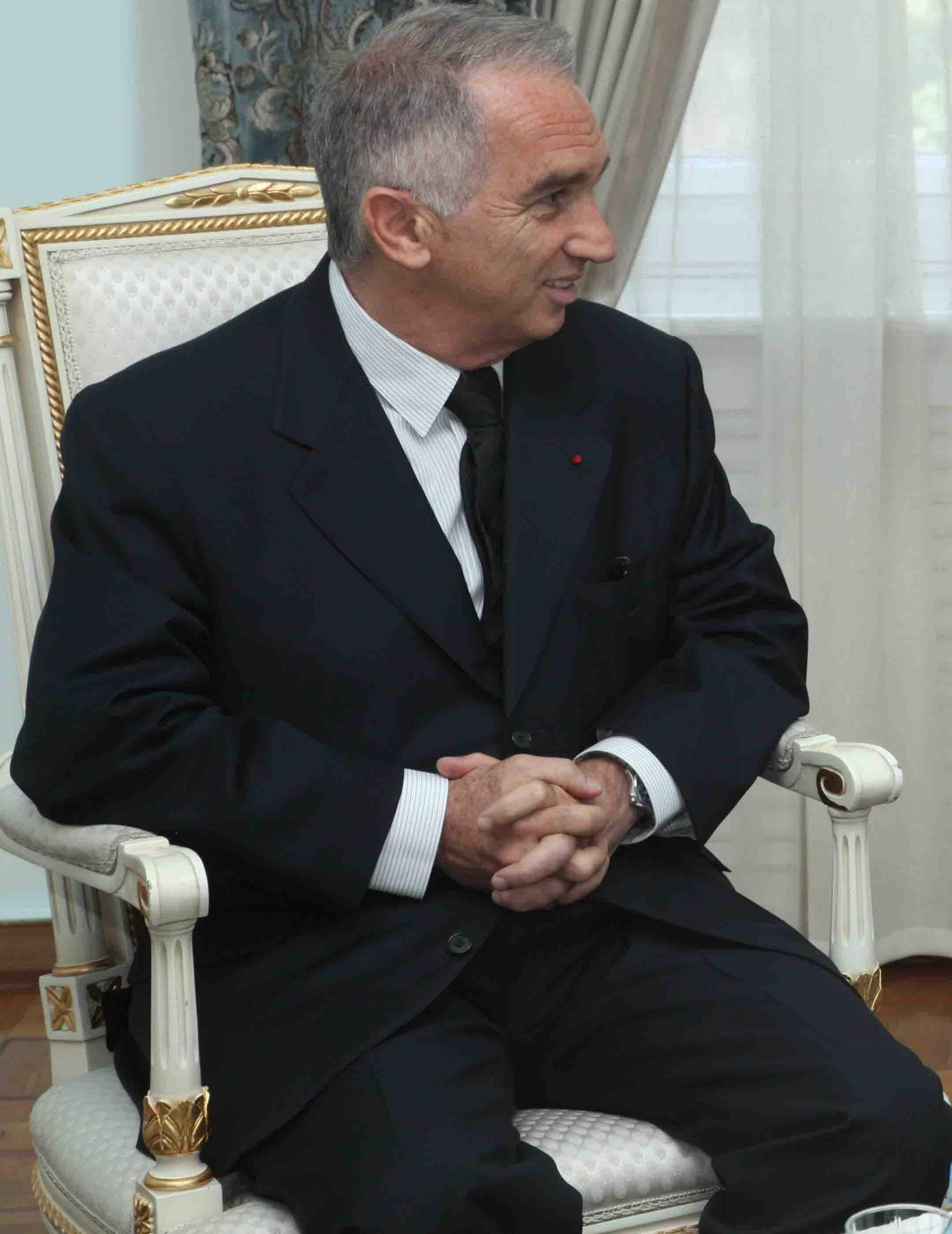
14. Juli 2009

Alain Terzian (* 2. Mai 1949 in Paris) ist ein französischer Filmproduzent sowie ein Film- und Verbandsfunktionär.

## Ausbildung und Produktionstätigkeiten
Der Sohn armenischer Einwanderer hatte Politikwissenschaften am Pariser Institut d’études politiques und an der Université de Paris II studiert. 1970 stieß er zur Produktionsfirma Films 13, wo er in mehreren Funktionen tätig gewesen war, und 1977 zur Adel Production. Dort war er zwei Jahre lang beschäftigt. 1980 gründete Terzian mit der T.Film seine erste eigene Produktionsfirma, im Jahr darauf entstand mit Messine Productions eine weitere Firma des gebürtigen Parisers.
Terzians Produktionen sind in der Regel qualitativ hochwertige Unterhaltungsfilme mit Leinwandstars der 1980er und '90er Jahre. Sein Output umfasst sowohl Komödien als auch Actionfilme und Thriller. Gelegentlich übernahm er auch Gastrollen in seinen Produktionen.

## Aktivitäten als Filmfunktionär
Terzian besetzt(e) als Funktionär auch eine Reihe von Posten innerhalb der französischen Filmwirtschaft. So war er beispielsweise Vizepräsident und später auch Präsident des nationalen Produzentenverbandes UPF sowie Präsident des Blic (Bureau de liaison de l’industrie cinématographique). Ab 1994 stand Alain Terzian als Präsident der Commission nationale du film vor, seit 2007 ist er Präsident der Académie des Arts et Techniques du Cinéma, die für die Vergabe des wichtigsten französischen Filmpreises César zuständig ist. Seit 2010 ist Alain Terzian Mitglied des Conseil économique, social et environnemental. Er ist auch Verwalter der Filmfestspiele von Cannes. Am 14. Februar 2020 trat das gesamte Präsidium der César-Akademie zurück.

## Auszeichnungen und Ehrungen
Terzian ist seit Juli 2004 Offizier und seit 2012 Komtur der Ehrenlegion, Offizier des Verdienstordens Ordre national du Mérite und der Médaille de Vermeil de la Ville de Paris. Außerdem trägt er den Titel Ritter des Arts et des Lettres.

## Politisches Engagement
2012 unterstützte Terzian vergeblich Nicolas Sarkozy bei dessen Kampf um die Wiederwahl zum französischen Staatspräsidenten. Zu Terzians Mitstreitern aus der französischen Kultur- bzw. Filmszene zählten im Frühjahr desselben Jahres unter anderem Gérard Depardieu, Charles Aznavour und Claude Lelouch.

## Filmografie
- 1978: Les ringards
- 1979: Vier auf vollen Touren (Les Charlots en délire)
- 1979: Waffe des Teufels (Le toubib)
- 1980: Die Geschichte der Laura M (Laura, les ombres de l’été)
- 1980: Pétrole! Pétrole!
- 1980: Killer stellen sich nicht vor (Trois hommes à abattre)
- 1981: Der Schock (Le choc)
- 1981: Der Flirt mit dem Tod (L’indiscrétion)
- 1982: Boulevard der Mörder (Boulevard des assassins)
- 1982: Le jeune marié
- 1982: Der Kämpfer (Le battant)
- 1983: Mein Freund, der Frauenheld (L’ami de Vincent)
- 1983: Erste Sehnsucht (Premiers désirs)
- 1983: Vier Frauen (Femmes de personne)
- 1983: Wespennest (La crime)
- 1984: Teuflische Umarmung (L’année des méduses)
- 1984: Die Enthüllung (Rive droite, rive gauche)
- 1984: La smala
- 1984: Rendez-Vous (Rendez-vous)
- 1985: Der Mann mit dem stahlharten Blick (L’homme aux yeux d’argent)
- 1985: Nichts als Ärger mit den Frauen (La gitane) (auch Gastrolle)
- 1985: Schauplatz des Verbrechens (La lieu du crime)
- 1986: La débutante
- 1986: Spirale
- 1987: Scheidung auf französisch (Club de rencontres) (auch Gastrolle)
- 1987: Isabell – Ein Schock fürs Leben (Vent de panique)
- 1987: Die Unschuldigen (Les innocents)
- 1987: Der nackte Schatten (La passerelle)
- 1988: Geliebte verborgt man nicht (La petite amie)
- 1988: Bonjour l’angoisse
- 1989: Faux et usage de faux
- 1990: Gemischtes Doppel (Les clés du paradis) (auch Gastrolle)
- 1990: Operation Corned Beef (L’opération Corned Beef) (auch Gastrolle)
- 1993: Fanfan & Alexandre (Fanfan)
- 1993: Die Besucher (Les visiteurs)
- 1993: Die Schutzengel (Les anges gardiens)
- 1995: Wo geht’s zur Hochzeit meiner Frau? (Ma femme me quitte)
- 1997: Héroines
- 1998: Die Zeitritter – Auf der Suche nach dem heiligen Zahn (Les couloirs du temps: Les visiteurs 2)
- 1999: Tout baigne!
- 1999: Le prof
- 2003: Je reste!
- 2005: Fluchtpunkt Nizza (Anthony Zimmer)
- 2006: Président – Ränkespiele der Macht (Président)
- 2009: Affären à la carte (Le code à changé)
- 2009: Inside Ring (Le premier cercle)
- 2011: Requiem pour une tueuse
- 2013: Hôtel Normandy
- 2015: Chic!